# Botondo
Botondo (anche riportato dalle fonti nelle versioni Bothond o Bontondo; ... – fl. X secolo ?) fu un leggendario guerriero ungherese ed eroe popolare del X secolo il quale partecipò alle invasioni ungare dell'Europa. È principalmente noto per il duello vittorioso che ingaggiò contro un soldato bizantino alle porte di Costantinopoli.

## Status sociale

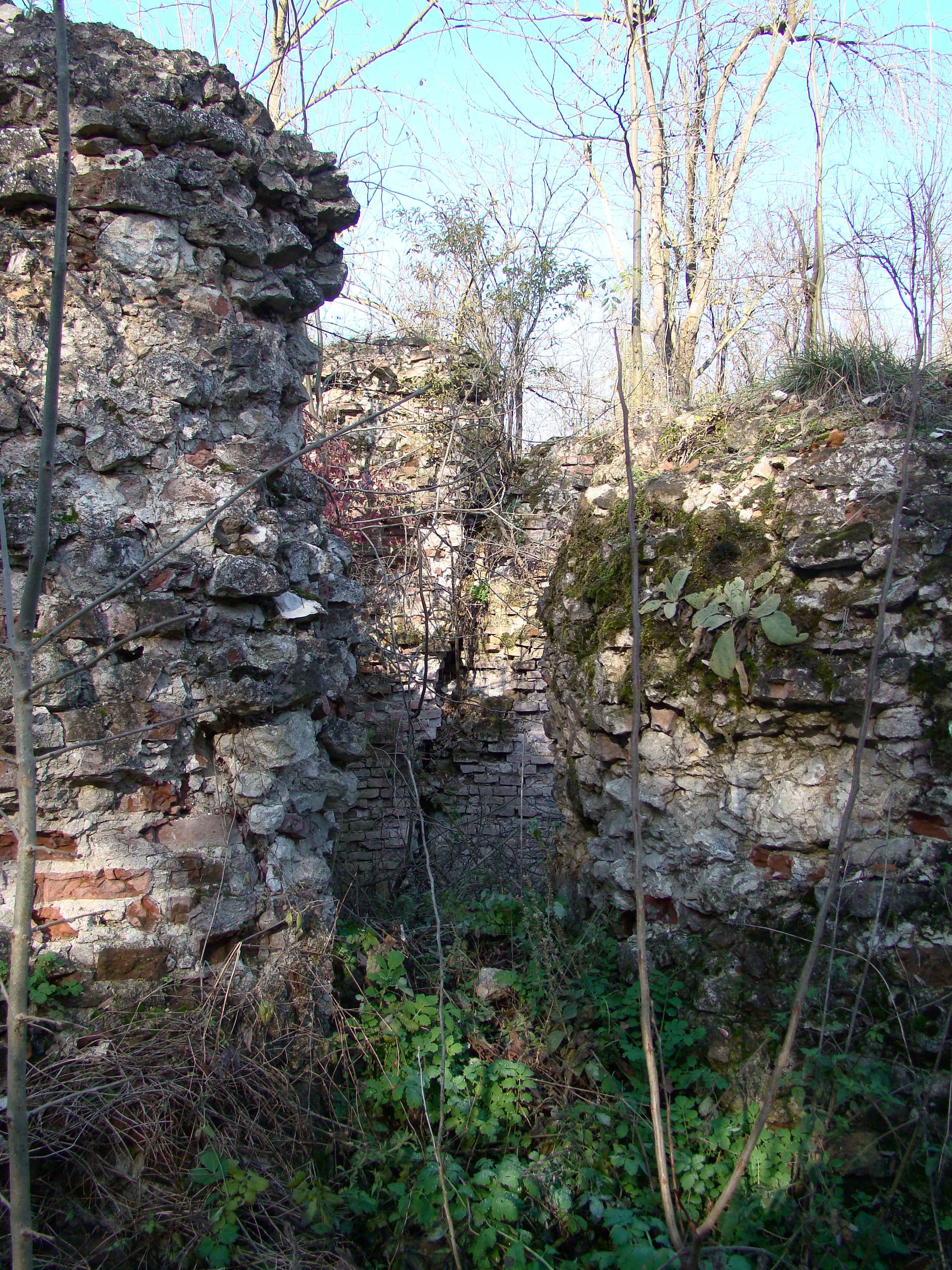
Le rovine del forte di Kupinovo, nell'odierna Serbia

Il nome e le gesta di Botondo sono stati tramandati esclusivamente da fonti narrative compilate secoli dopo, pertanto le circostanze della sua esistenza e della sua carriera militare risultano poco chiare e incerte. L'autore anonimo delle Gesta Hungarorum (realizzate all'inizio del XIII secolo) riferisce che Botondo era un capotribù, quindi un membro dell'alta nobiltà, il cui padre Kölpény (Culpun) era lo zio di Tas, uno dei sette capitribù magiari. L'anonimo sostiene che il gran principe degli ungari Árpád cedette l'area di Bodrog lungo il fiume Vajas, nelle terre meridionali, a Tas e Kölpény mentre era in corso la conquista del bacino dei Carpazi verso la fine del IX secolo.
Contrariamente all'anonimo, Simone di Kéza afferma nelle sue Gesta Hunnorum et Hungarorum (scritte poco dopo il 1280) che Botondo fosse un semplice soldato ungaro «scelto per combattere» contro un guerriero greco. Anche la Chronica Picta del XIV secolo, che trae spunto dall'opera di Simone, rafforza questa tesi; secondo la sua narrazione, Botondo afferma che «io sono Botondo, un vero ungaro, l'ultimo degli ungari» (in latino Ego, inquit, sum Bothond, rectus Hungarus, minimus Hungarorum), pur accettando la sfida proposta dal greco. In un simile contesto, la frase minimus Hungarorum indica sia la sua bassa statura sia la sua umile origine.
Secondo lo studioso Zoltán Tóth, lo status sociale umile di Botondo è confermato dal fatto che secoli dopo i suoi discendenti appartenevano alla piccola nobiltà. Tóth ha sostenuto che il nome di Kölpény fosse simile a quello di Kül-Bey, una delle tribù dei peceneghi, e che ciò riflettesse la sua origine. Il suo nome è sopravvissuto nei toponimi e corrisponde al nome adottato per le rovine di castelli nell'attuale Serbia, ad esempio a Kulpin (in ungherese Kölpény) e a Kupinovo (in ungherese Szávakölpény), territorio che corrisponde alle informazioni fornite dall'anonimo. Secondo il linguista Dezső Pais, il nome di Botondo deriva dal verbo turco butan che significa "battere, difendere". Tuttavia, poiché la parola bot ("verga, bastone") veniva usata anche in ungherese per indicare una mazza, un'arma cara ai peceneghi, rafforzando così la teoria dell'etnia di Botondo; inoltre, come azzardato da Tóth, la leggenda stessa potrebbe essere di origine nomade, in particolare pecenega. Esistono comunque altre ricostruzioni etimologiche, poiché altri storici sostengono che l'anonimo avesse inventato un nome patronimico personale dall'ipotetico gruppo dei Kölpény o dei Kylfing di Botondo, i quali furono assunti come guardie di frontiera dai grandi principi ungheresi nel X secolo. Bálint Hóman ha giudicato verosimile la narrazione fornita dall'anonimo secondo cui Botond fosse un membro dell'élite ungara e che le terre della sua tribù si sviluppassero nella zona della Drava. Gyula Moravcsik ha ritenuto inoltre che tutte le invasioni ungare verso sud condotte a partire dagli anni Cinquanta del IX secolo fossero state gestite dalla tribù di Botondo, stanziata in Baranya.

## Nelle cronache

### La leggenda di Botondo
(Simone di Kéza, Gesta Hunnorum et Hungarorum)
(Chronica Picta)
Il grosso degli studiosi ha immaginato che gli ungari avessero compiuto un'invasione ai danni dell'impero bizantino nella primavera del 958 o del 959, in quanto l'imperatore Costantino VII si era rifiutato di pagare il tributo impostogli l'anno precedente. Simone di Kéza scrive che la campagna in direzione dei Balcani fu guidata da Taksony, il gran principe in persona, mentre la Chronica Picta si riferisce ad Apor come comandante ("capitano") dell'esercito magiaro. Il Teofane Continuato narra che una campagna ungara cominciò a Pasqua e grazie a essa gli invasori penetrarono fino a Bisanzio, ottenendo un ingente bottino. Costantino inviò il suo generale, il patrikios Poto Argiro, alla testa di un esercito che perseguiva il compito di disperderli. I bizantini attaccarono gli ungari di notte e li massacrarono, recuperando il bottino. La storiografia magiara ha collegato questa narrazione alla campagna condotta da Apor, in cui ebbe luogo l'atto eroico eseguito da Botondo. Le cronache ungheresi riferiscono che i loro antenati marciarono verso la Bulgaria, avanzando fino ad Adrianopoli (l'odierna Edirne). Gli aggressori non incontrarono resistenza e giunsero così alle porte di Costantinopoli, dove si accamparono lungo le mura. La Chronica Picta afferma addirittura che i magiari ebbero l'ardire di assediare la città.

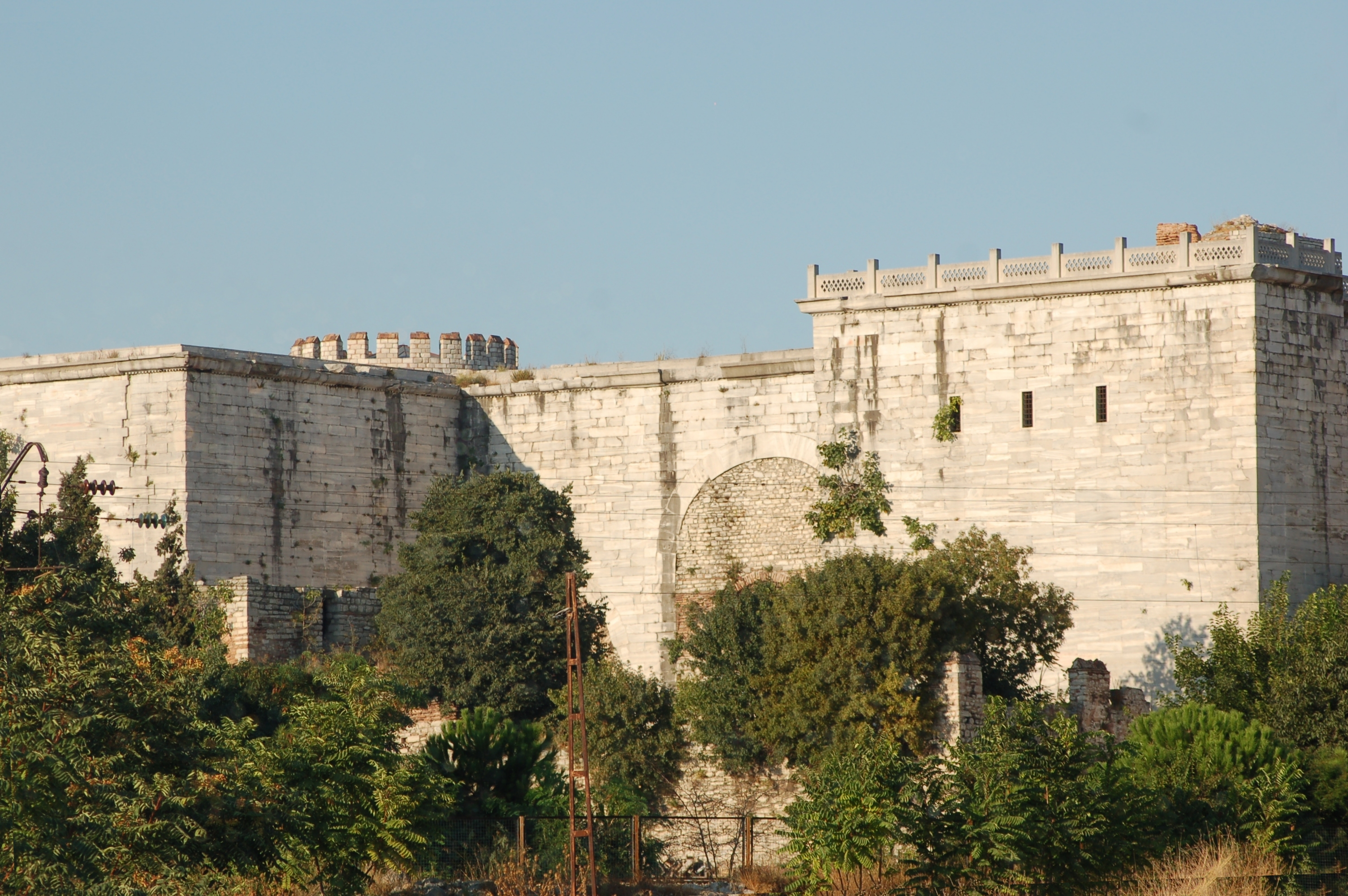
I resti della Porta d'Oro nell'odierna Istanbul, in Turchia)

I romei inviarono un guerriero greco di «statura gigantesca» che sollecitò gli ungari affinché gli inviassero contro due uomini da affrontare in combattimento e che, qualora non li avesse battuti entrambi, l'imperatore Costantino avrebbe dovuto accettare di versare un tributo agli ungari. Simone di Kéza parla esplicitamente di lotta, affermando che il greco «prometteva che se non fosse riuscito a mettere al tappeto entrambi gli ungari, la Grecia [Bisanzio] si sarebbe sottomessa a loro e avrebbe pagato un tributo». Nel frattempo, il guerriero greco «provocava senza sosta» gli ungari. Simone di Kéza afferma che «si scelse [Botondo] per lottare contro di lui» da solo, mentre la Chronica Picta narra che il guerriero greco «ingenerò negli ungari un'ira smisurata, spingendoli a selezionare un uomo per opporsi a lui», appunto Botondo. Elemér Mályusz ha sostenuto che il metodo di combattimento concordato conferma che la storia di Botondo si diffuse principalmente tra il popolo, poiché la lotta era legata a una «tradizione di combattimento contadino», non dunque un duello di stampo cavalleresco. Mályusz ha ritenuto che l'informazione relativa a un gigante contro un guerriero di piccola statura riflettesse bene i rapporti dell'impero bizantino con i vicini nomadi eurasiatici nel X secolo. Entrambe le cronache sottolineano che, in seguito alla vittoria di Botondo sul guerriero greco, Costantino e sua moglie Elena Lecapena, insieme al loro seguito di corte, che assistettero al combattimento in piedi sui bastioni della città, «provarono grande vergogna e, voltando il viso, entrarono nel palazzo». Nonostante gli ungari chiedessero il tributo invano, Costantino «rispose loro con un sorriso e nient'altro» o «rise del tributo richiesto». In seguito, gli ungari tolsero l'assedio e saccheggiarono e devastarono «l'intera Grecia e Bulgaria», ovvero i territori circostanti dell'impero, «portando via oro, gioielli e greggi incalcolabili».

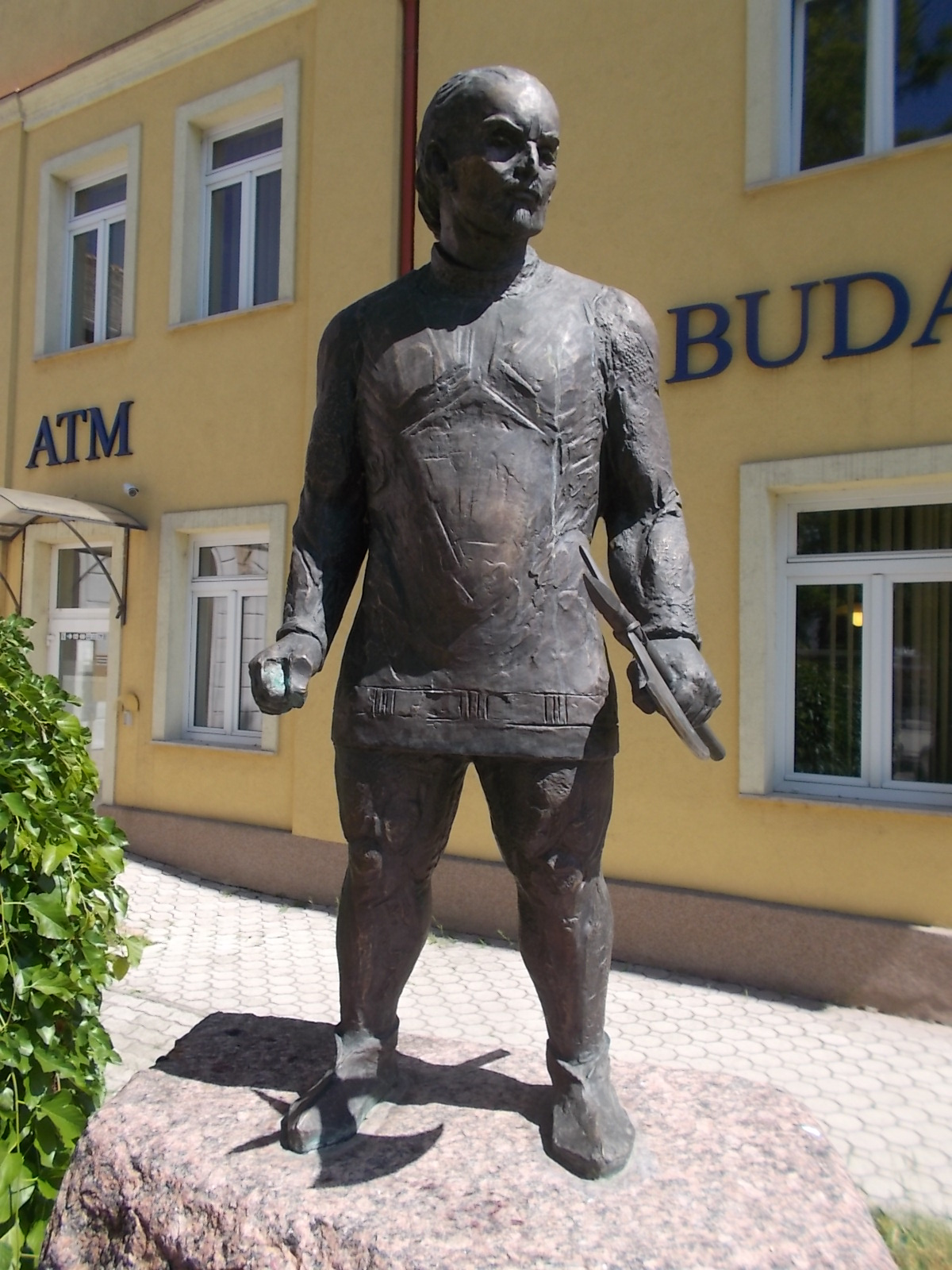
Una statua moderna di Botondo a Bicske, in Ungheria

La maggioranza degli storici ha accettato la narrazione di Anonimo riguardante l'identificazione della Porta Aurea (in greco Χρυσεία Πύλη, trasl. "Chruseia Pule"), che si trovava all'estremità meridionale delle mura di Costantinopoli e dinanzi al principale ingresso cerimoniale alla città. Simone di Kéza, forse ignaro dell'esistenza della porta e scettico della sua fama di grande struttura, motivo per cui la ridusse in «mille pezzi» o a «brandelli», definizione ripresa anche dalla Chronica Picta. Moravcsik ha sostenuto che la rottura della Porta Aurea aveva un fortissimo significato simbolico e stava a comunicare l'intenzione di scontrarsi con l'impero bizantino, gesto che del resto era già avvenuto quando il khan bulgaro Krum aveva conficcato la sua lancia nella porta decenni prima, durante l'assedio di Costantinopoli dell'813. Botondo eseguì questa azione per mezzo di un'ascia a due mani o di una mazza (in latino dolabrum; dolabra), che aprì un varco nella porta. Il suo gesto significò lo «stupro simbolico della città». Zoltán Tóth ha creduto che la mazza fosse un'arma prediletta dai peceneghi, circostanza la quale confermerebbe l'appartenenza etnica di Botondo. A suo giudizio, il guerriero finì per diventare ungaro nel corso dei secoli, con l'evolversi del testo della leggenda.
Elemér Mályusz ha sostenuto che la leggenda di Botond, per il suo soggetto e la sua natura arcaica, risalisse al X secolo. Si tratta di una delle poche leggende ungheresi medievali in cui il ruolo principale è svolto da un semplice rappresentante del popolo, anziché da un sovrano o da un condottiero. Durante il suo coraggio, Botondo non stava peraltro ricercando gloria e ricchezza per sé stesso, ma per il suo popolo. Henrik Marczali ha sottolineato che la storia è sopravvissuta nella poesia popolare nel corso dei secoli, senza cambiamenti significativi, ed è intrisa di elementi pagani, a testimoniare lo scetticismo della storiografia in lingua latina. Mályusz ha suggerito che la vicenda di Botondo sia stata preservata dal cronista Ákos durante la sua redazione delle Gesta Hungarorum vetera risalenti alla metà del XIII secolo. Marczali ha sostenuto che furono eseguiti di tentativi di fondere la storia di Botondo con il leggendario personaggio bavarese di Poto il Coraggioso della metà dell'XI secolo. Zoltán Tóth ha affermato che la discendenza dei Győr si fosse indubbiamente concentrata sul tentativo di esaltare la propria stirpe, poiché le sue terre si trovavano lungo la frontiera occidentale, dove in precedenza erano insediate le tribù ausiliarie dei peceneghi. Tuttavia, il racconto doveva essersi talmente diffuso all'epoca che ciò non poteva essere possibile (dato che anche l'anonimo dovette menzionarla in una sola frase) e Botondo finì per diventare il simbolo e «l'anima del popolo», che era «l'incarnazione del popolo ungherese, pronto per la guerra, noncurante dei rischi guai o dei pericoli, mantenendo la gloria e l'onore della nazione contro chiunque, senza ricevere riconoscimenti per le proprie grandi azioni, oltre a non aspettarselo». Tóth ha creduto che la lotta con il guerriero greco fosse subentrata nella vicenda esclusivamente in un secondo momento (prima di allora, la rottura della porta costituiva l'elemento precipuo del racconto), con il fallito intento di fondere il personaggio con Poto. La versione originale fu gradualmente dimenticata per via del completamento del processo di magiarizzazione dei peceneghi insediatisi nella seconda metà del XII secolo. Tóth ha sottolineato che la leggenda di Botond stava a testimoniare l'antico desiderio dei peceneghi di conquistare Costantinopoli.

### Gesta Hungarorum
(Anonimo notaio di re Béla, Gesta Hungarorum)
L'anonimo notaio di re Béla colloca la carriera militare di Botondo al tempo della conquista ungherese a cavallo tra il IX e il X secolo. In qualità di comandante dell'esercito ungaro, Botondo si unì alla campagna militare contro il duca Salan, come riporta il cronista nelle Gesta Hungarorum. Egli appare frequentemente nell'opera in veste di compagno dei capitribù Lehel (figlio di Tas) e Bulcsú. Attraversarono insieme la Sava per sconfiggere Salan e i suoi alleati, i bizantini. L'anonimo colloca la leggenda di Botondo in questo periodo, sia pur rimanendo molto scettico. In seguito, conquistarono delle fortezze in Slavonia, tra cui Zagabria, Požega e Vukovar. Le Gesta Hungarorum narrano che, quando il giovane Zoltán successe al padre Árpád come gran principe nel 907, Bulcsú, Lehel e Botondo – che «erano uomini guerrieri, coraggiosi nello spirito, la cui preoccupazione non era altro che quella di conquistare popoli per il loro signore e devastare i regni altrui» – combatté in Carinzia e in Lombardia, saccheggiando Padova. L'anonimo afferma che Botondo partecipò alla battaglia dell'Inn nel 913, in occasione della quale gli ungari furono sconfitti e, come scrive erroneamente il cronista, Bulcsú e Lehel furono giustiziati. Botondo sopravvisse alla battaglia e, insieme ai suoi guerrieri, «tenne la posizione con coraggio e ardore». Botondo tornò poi in Ungheria, dove Zoltán decise di lanciare una campagna contro Ottone il Grande per vendicare la morte di Bulcsú e Lehel. Nominò quindi Botondo, Szabolcs e Örkény (Urkund) alla guida delle armate magiare verso il regno d'Italia e il regno dei Franchi Orientali, saccheggiando e depredando vaste regioni. Dopo la vittoria, Botondo tornò in patria, dove, «sfinito dal lungo travaglio della guerra, cominciò stranamente a indebolirsi, lasciò il mondo e fu sepolto presso il fiume Verőce» (oggi Virovitica, in Croazia).
Il nome di Botondo non compare nelle fonti coeve (occidentali o bizantine), pertanto svariati storici considerano il percorso professionale descritto dall'anonimo come una pura invenzione. Anche i cronisti successivi omisero di menzionare questi dettagli, dubitandone della sua autenticità. Henrik Marczali ha sostenuto che l'anonimo estese significativamente il ruolo di Botondo, delineandone una discendenza senza però riuscire a ricondurlo a una stirpe specifica e, soprattutto, testimoniando che nonostante le sue vittorie non ricevette alcun feudo da Árpád o Zoltán, a differenza degli altri capi. Marczali ha ipotizzato che il racconto in esame fosse tramandato già dalla seconda metà del X secolo, ma poiché non aveva discendenti degni di nota, la leggenda non si sviluppò con nuove diramazioni, per così dire. L'anonimo prese in prestito il suo nome dalla tradizione orale e dal folklore e lo incluse arbitrariamente tra i capi dell'epoca della conquista. Elemér Mályusz ha ritenuto che l'anonimo avesse compiuto un vano tentativo di riservare e sottrarre la memoria di Botondo all'élite al potere, poiché non era in grado di oscurarne il carattere a causa della sua prevalenza.

## Discendenza
I discendenti di Botondo, l'omonima stirpe dei Botond (Bochond), possedeva delle terre nella regione tra i fiumi Drava e Sava, il che corrisponde alle informazioni di Anonimo. Verso la metà del XIII secolo, erano relativamente poveri, appartenendo alla piccola nobiltà.
Sofia, vedova di Matteo, appartenente alla famiglia, domandò per sé il cosiddetto quarto di dote (quarta filialis), corrispondente al feudo di Ködmen o Kudmen, nel distretto di Virovitica (vicino all'odierna Široko Polje), a Tommaso e Pietro, fratelli del defunto File Miskolc, a cui in precedenza era stata concessa la terra dal duca Colomanno. In mancanza di giurisdizione territoriale, il palatino Rolando Rátót ordinò che la controversia fosse sindacata dai nobili della Slavonia, i quali respinsero la richiesta di Sofia. Nel 1255, Sofia e i suoi due figli Csépán e Mynkus chiesero una porzione del territorio di Kudmen, che ritenevano fosse stato precedentemente acquistato dal defunto Matteo. I contendenti si accordarono davanti al capitolo della cattedrale di Pécs, con Tommaso e Pietro Miskolc che acquistarono la porzione per dieci marchi da Sofia e dai suoi figli.
È possibile che un certo nobile di nome Botondo, vissuto nei comitati di Bács e Valkó nel 1231, fosse anch'egli un discendente del guerriero del X secolo. Sua madre possedeva una porzione a Szond (oggi Sonta, in Serbia) in quell'anno.